# Dev Patel
Dev Patel (Gujarati: દેવ પટેલ, Brent, 23 april 1990) is een Britse acteur. Hij is bekend dankzij zijn rol als Anwar Kharral in het Britse tienerdrama Skins. Ook speelde hij Jamal Malik in de film Slumdog Millionaire, die acht Oscars heeft gewonnen. Dev Patel is ook te zien in M. Night Shyamalans film The Last Airbender als vuurprins Zuko.
Dev beoefent ook vechtsporten en heeft een zwarte band in taekwondo.

## Filmografie

### Als acteur
| Jaar      | Titel                                     | Rol                           | Prijzen     | Opmerkingen                              |
| Televisie | Televisie                                 | Televisie                     | Televisie   | Televisie                                |
| --------- | ----------------------------------------- | ----------------------------- | ----------- | ---------------------------------------- |
| 2007–2008 | Skins                                     | Anwar Kharral                 | Twee BAFTAs | Seizoen 1, 2                             |
| 2009      | Mister Eleven                             | Kelner                        |             | Kleine rol                               |
| 2012-2014 | The Newsroom                              | Neal Sampat                   |             |                                          |
| Film      |                                           |                               |             |                                          |
| 2008      | Slumdog Millionaire                       | Jamal Malik                   |             |                                          |
| 2010      | The Last Airbender                        | Zuko                          |             |                                          |
| 2012      | The Best Exotic Marigold Hotel            | Sonny Kapoor                  |             |                                          |
| 2012      | About Cherry                              | Andrew                        |             |                                          |
| 2014      | The Road Within                           | Alex                          |             |                                          |
| 2015      | The Second Best Exotic Marigold Hotel     | Sonny Kapoor                  |             |                                          |
| 2015      | Chappie                                   | Deon Wilson                   |             |                                          |
| 2015      | The Man Who Knew Infinity                 | Srinivasa Aaiyangar Ramanujan |             |                                          |
| 2016      | Lion                                      | Saroo Brierley                |             |                                          |
| 2018      | Hotel Mumbai                              | Arjun                         |             |                                          |
| 2019      | The Personal History of David Copperfield | David Copperfield             |             |                                          |
| 2024      | Monkey Man                                | Kid                           |             | tevens regisseur en co-scenarioschrijver |

### Als regisseur
| Jaar | Titel      | Opmerkingen     |
| ---- | ---------- | --------------- |
| 2024 | Monkey Man | tevens hoofdrol |

- Bibsys: 9050230
- Biblioteca Nacional de España: XX4862104
- Bibliothèque nationale de France: cb16147598m (data)
- Catàleg d'autoritats de noms i títols de Catalunya: 981058508836906706
- Gemeinsame Normdatei: 1073945316
- International Standard Name Identifier: 0000 0001 2103 4347
- Library of Congress Control Number: n2009016319
- Nationale Bibliotheek van Tsjechië: xx0103158
- Nationale Bibliotheek van Israël: 987007437467705171
- Nederlandse Thesaurus van Auteursnamen: 318804549
- SNAC: w6g45shp
- Système universitaire de documentation: 135963664
- Virtual International Authority File: 100869331
- WorldCat: E39PBJfCqbWVhYYQ8qcw8Pp773